# Una storia moderna - L'ape regina
Una storia moderna - L'ape regina (bra: O Leito Conjugal, ou Quarto Conjugal) é um filme italiano de 1963 dirigido por Marco Ferreri.
É o filme que revelou o diretor Ferreri.

## Elenco
- Ugo Tognazzi .... Alfonso
- Marina Vlady .... Regina
- Walter Giller .... padre Mariano
- Linda Sini .... madre superiora
- Riccardo Fellini .... Riccardo
- Gian Luigi Polidoro .... Igi
- Nino Vingelli .... homem no cemitério
- Achille Majeroni .... tia Mafalda

## Prêmios e indicações
| Prêmio/evento      | Categoria                        | Recipiente           | Resultado |
| ------------------ | -------------------------------- | -------------------- | --------- |
| Cannes 1963        | Prêmio de interpretação feminina | Marina Vlady         | Venceu    |
| Cannes 1963        | Palma de Ouro (melhor filme)     | Marco Ferreri (dir.) | Indicado  |
| Globo de Ouro 1964 | Melhor atriz - drama             | Marina Vlady         | Indicado  |

## Sinopse
Depois que seu zangão a fecunda, mulher-abelha o destrói.